# Принц Едвард, војвода од Кента
Принц Едвард, војвода од Кента (Едвард Џорџ Николас Пол Патрик; рођен 9. октобра 1935) је члан британске краљевске породице. Син принца Џорџа, војводе од Кента, и принцезе Марине од Грчке и Данске, унук је краља Џорџа V, нећак краља Џорџа VI и Едварда VIII, и брат од стрица краљице Елизабете II. Едвардова мајка је такође била прва рођака принца Филипа, војводе од Единбурга, супруга Елизабете II, што га је чинило рођаком и са очеве и са мајчине стране краљу Чарлсу III. Он је 41. у реду наследства британског престола.
Принц Едвард носи титулу војводе од Кента више од 81 године. Ту титулу је наследио са шест година, након погибије свог оца у авионској несрећи 1942. Едвард је обављао ангажмане у име Елизабете II и укључен је у преко 140 добротворних организација. Био је председник Свеенглеског клуба за тенис на трави и крокет, уручујући трофеје шампиону и вицешампиону Вимблдона, и служио је као специјални представник Уједињеног Краљевства за међународну трговину и инвестиције, повукао се 2001. Он је заједнички председник Извиђачког удружења, и председник Краљевског института уједињених служби и Краљевске институције Велике Британије, а од 1967. Велики мајстор Уједињене Велике ложе Енглеске. Војвода од Кента је канцелар Универзитета у Сарију од јуна 1976. Велики део његовог добротворног рада се врти око сећања на рат, технологије и раста британске индустрије.

## Младост и образовање
Принц Едвард је рођен 9. октобра 1935. године на Белгрејв скверу број 3 у Лондону, у породици принца Џорџа и принцезе Марине од Грчке и Данске, војводе и војвоткиње од Кента. Министар унутрашњих послова сер Џон Сајмон био је присутан да потврди рођење. Његов отац је био четврти син краља Џорџа V и краљице Марије. Његова мајка била је ћерка грчког и данског принца Николаја и руске велике кнегиње Елене Владимировне. Крстио га је у приватној капели Бакингемске палате 20. новембра 1935. надбискуп кентерберијски Козмо Ланг. Кумови су му били бака и деда, краљ Џорџ V, краљица Марија и принц Никола од Грчке и Данске; као и принц од Велса; краљевска принцеза, војвода од Конота и Стратерна (чији је син, принц Артур од Конота, био пуномоћник); и војвоткиња од Аргила.
Принц Едвард је започео своје образовање у Лудгровеу, припремној школи у Беркширу, пре него што је отишао на Итон Колеџ, а затим Ле Росеи у Швајцарској. После школе уписао је Краљевску војну академију Сандурст, где је освојио награду Сер Џејмс Монкриф Грирсон за стране језике. Едвард течно говори француски, пошто је одрастао у кући у којој су, према речима његовог млађег брата, принца Мајкла од Кента, његова мајка и тетке желеле да говоре француски.
25. августа 1942, отац принца Едварда, војвода од Кента, погинуо је када се његов авион срушио по лошем времену у Кејтису. Принц Едвард, са шест година, наследио је свог оца на месту војводе од Кента, грофа од Сент Ендруза и барона Даунпатрика. Као члан краљевске породице, принц Едвард је почео да изводи ангажмане у раној младости. Године 1952, са 16 година, ходао је иза ковчега свог ујака Џорџа VI на његовој државној сахрани. Године 1953. присуствовао је крунисању своје рођаке Елизабете II и био трећи који је одао почаст на њеном престолу, после војвода од Единбурга и Глостера.

## Војни сервис
Војвода од Кента је 29. јула 1955. дипломирао на Краљевској војној академији Сандурст као потпоручник у Краљевским шкотским сивим, што је почетак војне каријере која је трајала преко 20 година. Унапређен је у капетана 29. јула 1961. године.
Од 1962. до 1963. војвода од Кента је служио у Хонг Конгу, а касније је био у штабу Источне команде. У чин мајора унапређен је 31. децембра 1967. године. Године 1970. војвода је командовао ескадрилом свог пука на Кипру као део мировних снага Уједињених нација на Кипру. Током раних 1970-их, војвода је такође кратко служио у Северној Ирској са својим пуком. У књизи из 2022. откривено је да је краљица интервенисала 1971. да спречи отмицу свог брата од стрица, војводе од Кента. Тадашњи 35-годишњи Војвода, војни официр краљевских шкотских сивих, послат је у Северну Ирску са својом јединицом, али краљица је упозорила Едварда Хита, премијера, током њене приватне аудијенције, а он је пренео упозорење својим министрима. Заповедницима је речено да се војвода не сме слати у Белфаст без посебних наређења. Неколико недеља касније, послат је назад у Британију. У чин потпуковника унапређен је 30. јуна 1973. године.
Војвода се повукао из војске 15. априла 1976. године. Касније му је додељен почасни чин генерал-мајора 11. јуна 1983, и фелдмаршала 11. јуна 1993.

## Венчање и приватни живот
У Јорк Минстеру 8. јуна 1961. војвода од Кента је оженио Катарин Ворсли, једину ћерку сер Вилијама Ворслија, 4. баронета, са својом супругом Џојс Морган Брунер. Прешла је у католичанство 1994, али пошто је до конверзије дошло након њиховог брака, то није довело до тога да војвода изгуби своје место у линији сукцесије, пошто се Закон о поравнању 1701 примењивао само када је супружник био католик у време склапања брака. Дисквалификација склапањем брака са католиком уклоњена је Законом о сукцесији круне из 2013.
Пар има троје живе деце:
- Џорџ, гроф од Сент Ендруза, рођен 26. јуна 1962. у Копинсу; ожењен Силваном Томасели
- Лејди Хелен Тејлор, рођена 28. априла 1964. у Копинсу; ожењен Тимотијем Тејлором[20]
- Лорд Николас Виндзор, рођен 25. јула 1970. у болници Краљевског колеџа у Лондону; ожењен, 2006, Паолом Дојми де Лупиз де Франкопан

Катарин је 1975. године имала побачај због рубеоле и родила је мртворођеног сина Патрика 1977. године.
Војвода и војвоткиња од Кента бораве у Рен Хаусу, Кенсингтонској палати, у Лондону.
2011. године, блиски сарадници Џонатана Риса, приватног истражитеља повезаног са скандалом хаковања телефона News International, изјавили су да је он упао на банковне рачуне Едварда и Кетрин.
Војвода је имао благи мождани удар 18. марта 2013. ујутру. У априлу 2015. године задобио је повреду кука и хоспитализован је у краљевској болници Абердин ради даљег лечења.

## Активности
Војвода од Кента обављао је ангажмане у име своје сестре од стрица, краљице, више од 50 година. Војвода је представљао краљицу током прослава независности у земљама Комонвелта, Сијера Леонеу, Уганди, Гвајани, Гамбији и Гани, у знак сећања на њену 50. годишњицу независности. Такође је деловао као државни саветник током периода краљичиног одсуства у иностранству.
Једна од главних јавних улога војводе дуги низ година био је потпредседник British Trade International-а, раније познат као British Overseas Trade Board, а касније као специјални представник Уједињеног Краљевства за међународну трговину и инвестиције. Ова позиција довела је до тога да је војвода отпутовао у иностранство да би представљао британску владу у неговању трговинских односа са страним земљама и организацијама. Принц Ендру, војвода од Јорка, наследио га је на овој позицији, која је данас позната као UK Trade & Investment (или UKTI), иако је принц Ендру дао оставку на ту функцију 2011. године. Био је и потпредседник Британског одбора за прекоокеанску трговину. У том својству, постао је први члан краљевске породице који је посетио Кину 1979. са фокусом на британској енергетској изложби у Пекингу.
Од 1971. до 2000. војвода од Кента је био председник управног тела енглеског фудбала, Фудбалског савеза. Војвода је био председник Удружења извиђача од 1975. године. Заједно са принцом Вилијамом од Велса, војвода је посетио Светске извиђачке џамборе у Хиландс Парку у Челмсфорду у јулу 2007. године. Такође је био председник Свеенглеског клуба за тенис на трави и крокет између 1969. и 2021. године, на позицији на којој је наследио своју покојну мајку, принцезу Марину, војвоткињу од Кента. Такође је био председник Комисије за ратне гробнице Комонвелта од 1970. до 2023. године. Његове друге улоге укључују председника Фонда за добротворне сврхе РАФ-а, Краљевске националне институције за спашавање, Удружења за мождани удар, Краљевског института за уједињене службе, Краљевског Институција, Британски клуб тркачких возача, и покровитељ Америчког музеја ваздухопловства у Британији, Голф клуба Краљевски Западни Норфолк, Крикет клуба округа Кент, Опере Север, и Конзерваториј за музику и игру Тринити Лабан. Он је такође у саветодавној комисији за Маунтбатен медаљу и уручује медаљу када се донесе одлука. Војвода од Кента је један од краљевских стипендиста Краљевске инжењерске академије.
Скоро 29 година, војвода је био покровитељ Ендевора, националне омладинске организације. Такође је служио као краљевски покровитељ Почасног друштва Lincolns In од 2001. године, позицију коју је раније заузимао његов отац. Војвода је 2015. године добио Дрезденску награду за мир за „његов допринос британско-немачком помирењу.“
Војвода се 2. јуна 2022. појавио поред краљице на балкону Бакингемске палате током Trooping The Color 2022. у оквиру прославе платинастог јубилеја.
Након смрти краљице Елизабете II, војвода од Кента постао је најстарији живи потомак краља Џорџа V и последњи преживели потомак рођен у животу Џорџа V.
Војвода је био пуковник Шкотске гарде педесет година од 9. септембра 1974. до 14. априла 2024. године, а наследио га је војвода од Единбурга. У време пензионисања био је пуковник са најдужим стажом у пуку.

## Масонерија
Војвода је 16. децембра 1963. инициран у Краљевску алфа ложу бр. 16, и изабран је за њеног обожаваног мајстора 1965. и 1966. године.
Након што је 1966. именован за Вишег Великог управника, следеће године је изабран за Великог мајстора и постављен је 14. јуна 1967. током прославе 250. годишњице Уједињене Велике ложе Енглеске у Краљевском Алберт Холу. Он је 10. Велики мајстор УГЛЕ-а са најдужим стажом, управно тело масонерије у Енглеској и Велсу.
У децембру 2013. војвода је прославио 50 година слободног зидара. У октобру 2017. председавао је прославама тристогодишњице УГЛЕ-а, обележавањем 300. годишњице оснивања првобитне Велике ложе, једне од две које су се спојиле у УГЛЕ 1813. године. Главна церемонија одржана је у Ројал Алберт холу, године у којој је обележена и 50. годишњица војводе од постављања за Великог мајстора.

## Титуле, стилови, почасти и оружје

### Титуллови и стилови
- 9. октобар 1935 – 25. август 1942: Његово краљевско Височанство Принц Едвард од Кента
- 25. август 1942 – тренутно: Његово краљевско Височанство војвода од Кента

### Војни чинови
- 29. јул 1955: Потпоручник, краљевски шкотски сиви[63]
- 29. јул 1957: Поручник, краљевски шкотски сиви[10]
- 29. јул 1961: Капетан, краљевски шкотски сиви[11]
- 31. децембар 1967: Мајор, краљевски шкотски сиви[12]
- 30. јун 1973: Потпуковник, Краљевска шкотска Драгоон гарда.[15] Пензионисан 15. априла 1976[16]
- 11. јун 1983: Генерал-мајор[17]
- 11. јун 1993: Фелдмаршал[64]

### Почасти
- 12. мај 1937: Медаља за крунисање краља Џорџа VI
- 2. јун 1953: Медаља за крунисање краљице Елизабете II
- 1960: Витез Великог крста Краљевског Викторијанског реда (GCVO)
- 1961: Медаља независности Сијера Леонеа
- 1966: Медаља за независност Гвајане
- Витез Великог крста Ордена Светог Михаила и Светог Ђорђа (GCMG)
  - 1967: Велики мајстор и први и главни витез Великог крста Ордена Светог Михаила и Светог Ђорђа
- 6. фебруар 1977: Сребрна јубиларна медаља краљице Елизабете II[65]
- 1985: Најплеменитији ред витезова Подвезице (KG)
- 6. фебруар 2002: Златна јубиларна медаља краљице Елизабете II[65]
- 6. фебруар 2012: Дијамантска јубиларна медаља краљице Елизабете II[65]
- Војна медаља за дуг стаж и добро понашање са 3 полуге
- Декорација канадских снага са 3 копче (CD)
- 6. фебруар 2022: Платинаста јубиларна медаља краљице Елизабете II[66]
- 6. мај 2023: Медаља за крунисање краља Чарлса III

#### Спољне
- 1970: Медаља Уједињених нација за мисију УНФИЦИП
- 1992: Награда Златни фазан Удружења извиђача Јапана [67]
- 6. новембар 2000: Витез реда Карла XIII[68]
- : Орден Светих Ђорђа и Константина прве класе (цивилни одсек)
- : Велики кордон Врховног реда ренесансе (специјална класа)
- : Велики кордон Ордена Јорданске звезде
- : Витез Grand Band Ордена Звезде Африке
- : Орден три божанске силе прве класе (Јиотирмаја-Субиат-Три-Сакти-Пата)
- 1988: Велики крст Ордена Светог Олава
- : Велики крст Ордена заслуга Републике Пољске
- Саксонија  21. мај 2015: Орден за заслуге Слободне државе Саксоније[69]

#### Цивилна именовања
- 1. август 1966: Лични ађутант Суверена (ADC)[70]
- Јун 1976: Канцелар Универзитета у Сарију[71]
- 1990: Краљевски члан Краљевског друштва (FRS)[72]

#### Ношење ордена, одликовања и медаља
Траке које Едвард редовно носи у свученој униформи су следеће:
|                           |  |  |  |
|                           |  |  |  |
|                           |  |  |  |
| Шаблон:Ribbon devices/alt |  |  |  |

Уз медаље, Едвард обично носи звезде подвезице, Светог Михаила и Светог Ђорђа и Краљевски Викторијански орден. Када треба да се носи само један, носи звезду Ордена подвезице. Стране почасти се носе у складу са британским обичајима и традицијом када је то примењиво.

#### Војна именовања
Канада
- 11. јун 1977: Главни пуковник од Шкота Лорне (пуковнија Пил, Даферин и Халтон)[73]

 Уједињено Краљевство
- 22. октобар 1974 – 14. април 2024: Пуковник из Шкотске гарде[74][75]
- Главни пуковник Краљевског стрељачког пука
- Краљевски пуковник 1. батаљона пушака
- Заменик врховног пуковника Краљевске шкотске драгонске гарде[76]
- 1993 – 31. март 2015: Почасни ваздушни комодор, РАФ Леучарс[77]
- 15. јун 1985 – 30. јун 1996: Почасни вицемаршал ваздухопловства РАФ-а[78]
- 1. јул 1996: Почасни главни маршал ваздухопловства РАФ-а[79]

## Породица

### Супружник
| Име                          | Слика | Датум рођења      |
| ---------------------------- | ----- | ----------------- |
| Катарин, војвоткиња од Кента |       | 22. фебруар 1933. |

### Деца
| Име                               | Слика | Датум рођења     | Датум смрти      | Супружник                         |
| --------------------------------- | ----- | ---------------- | ---------------- | --------------------------------- |
| Џорџ Виндзор, гроф од Ст. Ендруза |       | 26. јун 1962.    |                  | Силвана Томасели                  |
| Дама Хелен Тејлор                 |       | 28. април 1964.  |                  | Тимоти Тејлор                     |
| Лорд Николас Виндсор              |       | 25. јул 1970.    |                  | Паола Дојми де Лупиз де Франкопан |
| Лорд Патрик Виндзор               |       | 5. октобар 1977. | 5. октобар 1977. |                                   |

## Породично стабло
Lua грешка in Модул:Ahnentafel at line 143: attempt to concatenate field 'име' (a nil value).

### Књиге
- Војвода од Кента; Викерс, Хуго (2022). A Royal Life. Hodder & Stoughton. ISBN 978-1529389708.

### Ауторски чланци и писма
- Војвода од Кента (21. септембар 2020). „His Royal Highness The Duke of Kent marks Blood Cancer Awareness Month”. Blood Cancer UK.

## Спољашне везе
- Медији везани за чланак Принц Едвард, војвода од Кента на Викимедијиној остави
- Војвода од Кента на Веб-сајту краљевске породице
- Hansard 1803–2005: contributions in Parliament by Војвода од Кента
- Уједињена велика ложа Енглеске – Њ.КВ војвода од Кента, KG, GCMG, GCVO, ADC (Grand Master)
- Тајм Чланак о рођењу принца Едварда
- Принц Едвард, војвода од Кента на сајту NPG (језик: енглески) | Принц Едвард, војвода од Кента Династија ВиндзорРођење: 9. октобар 1935 |                                                                              |                                                        |
| Линије наслеђивања                                                      |                                                                              |                                                        |
| Руфус Гилман                                                            | Сукесија британског престола син принца Џорџа, војвода од Кента унук Џорџа V | Џорџ Виндзор, гроф од Сент Ендруза                     |
| Перство Уједињеног Краљевства                                           |                                                                              |                                                        |
| Принц Џорџ                                                              | војвода од Кента 2. стварање 1942–тренутно                                   | Тренутно Наследник: Џорџ Виндзор, гроф од Сент Ендруза |
| Академске функције                                                      |                                                                              |                                                        |
| Лорд Робенс од Волдингема                                               | Ректор Универзитета у Сарију 1976–тренутно                                   | Тренутно                                               |
| Ред прецеденције у Уједињеном Краљевству                                |                                                                              |                                                        |
| Војвода од Глостера                                                     | Господа КВ војвода од Кента                                                  | гроф Сноудона                                          |
| Масонски положаји                                                       |                                                                              |                                                        |
| Гроф од Скарброа                                                        | Велики мајстор Уједињене Велике ложе Енглеске 1967–тренутно                  | Тренутно                                               |
| Почасне титуле                                                          |                                                                              |                                                        |
| Гроф Алекандер од Туниса                                                | Велики мајстор Ордена Светог Михаила и Светог Ђорђа 1967–тренутно            | Тренутно                                               |
| Спортске позиције                                                       |                                                                              |                                                        |
| Принцеза Марина, војвоткиња од Кента                                    | Председник Свеенглеског клуба за тенис на трави и крокет 1969–2021.          | Упражњено                                              |
| Гроф Хервуда                                                            | Председник фудбалске асоцијације 1971–2000.                                  | Војвода од Јорка                                       |